# شیفت بعدازظهر
شیفت بعدازظهر (به انگلیسی: Swing Shift) فیلمی محصول سال ۱۹۸۴ و به کارگردانی جاناتان دمی است. در این فیلم بازیگرانی همچون گلدی هان، کرت راسل، کریستین لاتی، فرد وارد، اد هریس، بلیتا مورنو، هالی هانتر، لیسا پلیکان و چارلز نپیر ایفای نقش کرده‌اند.